# 川崎市立富士見台小学校
川崎市立富士見台小学校（かわさきしりつ ふじみだいしょうがっこう）は、神奈川県川崎市宮前区宮前平2丁目にある公立小学校。

## 40周年記念目標
- 元気いっぱい 夢いっぱい 明るく かしこく 助けあう 心は一つ　富士見っ子

## 沿革
- 1972年（昭和47年）4月1日 - 宮崎小学校より分離し、創立。
- 1975年（昭和50年）4月1日 - 宮崎台小学校を分離。
- 1977年（昭和52年）4月1日 - 鷺沼小学校、平小学校を分離。
- 1980年（昭和55年）4月1日 - 宮前平小学校を分離。
- 1986年（昭和61年）12月8日 - 校庭全面改修。
- 1988年（昭和63年）5月13日 - 体育館改築。
- 1989年（平成元年）8月24日 - プール改築。
- 1991年（平成3年）4月1日 - 障害児学級新設。
- 1996年（平成8年）4月1日 - ティーム・ティーチングの導入。
- 1997年（平成9年）3月31日 - 身体障害者用スロープ設置。
- 1998年（平成10年）10月12日 - インターネット開設。
- 2000年（平成12年）
  - 4月 - 日米小学校交流教育プロジェクト・マージス開始。
  - 10月 - 創立30周年記念バザー開催。
- 2001年（平成13年）
  - 4月 - 少人数制授業の一部導入。
  - 6月 - マージス・ワシントン・パークビュー小学校教員交流訪問。
  - 9月 - 創立30周年記念品（石材テーブル・椅子(愛称「そらまめベンチ」)）除幕式。
  - 10月 - 創立30周年式典挙行。
- 2002年（平成14年）
  - 4月 - この年度の児童数が全国の公立小学校の中で一番多くなる。[要出典]
  - 5月 - この月から8月にかけて、校舎増築（普通6・特別3）。
- 2004年（平成16年）8月 - 耐震工事（第1期）。
- 2005年（平成17年）8月 - 耐震工事（第2期）。
- 2006年（平成18年）
  - 3月 - 土橋小学校新設に伴うお別れ集会開催。
  - 4月 - 校区の一部を新設の土橋小学校に分割。
- 2007年（平成19年）4月 - 学校2学期制スタート。
- 2011年（平成23年）12月 - 創立40周年記念式典挙行し、記念事業実施。
- 2021年（令和3年）11月27日 - 創立50周年記念式典挙行[1]。

## 校歌
- 作詞 : 桜井祐三
- 作曲 : 一ノ瀬義孝

## 教育目標
- やさしく かしこく たくましく 世界の人と手をつなぎ

## 学区
- 土橋1丁目、5丁目、6丁目、7丁目、宮前平2丁目、宮崎6丁目[2]

## 進学先中学校
公立中学校に進学する場合
- 川崎市立宮前平中学校[3]。

## 著名な出身者
- 伊藤真央（女流棋士)

## 周辺
宮前区中心部に位置する
- 川崎市立宮前平公園 - 敷地が隣接。
- 川崎市立土橋1丁目こども公園
- 神奈川県警宮前警察署
- 宮前区役所
- 川崎市宮前市民館
- 川崎市立宮前図書館
- 川崎市消防局宮前消防署
- 東急ストア宮前平店
- 宮前平源泉湯けむりの庄（日帰り温泉施設）
- 東急電鉄田園都市線宮前平駅
- 川崎市立宮前平第4公園
- このほか、東急ドエル宮前平等のマンション・アパート等も点在。
- 川崎市立宮前平中学校

## アクセス
- 川崎市営バス「宮04」・「宮05」・「城11」・「溝15」・「生01」・「登05」、東急バス「宮02」・「宮06」の各系統で、「富士見台小学校前」停留所（富士見坂沿い）下車。
  - なお、「富士見台小学校前」停留所は、宮前平駅前発の便のみ停車のため、宮前平駅前行は「土橋神社前」停留所を利用する形となるが、学校正門から「土橋神社前」停留所（尻手黒川道路沿い）まで約455mほどあるため、下述の通り駅へは徒歩移動の方が早い。
- 東急電鉄田園都市線宮前平駅から、徒歩約385m・約6分。
  - なお、上述の通り「富士見台小学校前」停留所は、宮前平駅前発の便のみ停車のため、宮前平駅へは徒歩移動が早い。